# Росуља
Росуље (лат. Drosera) су род карниворних биљака са преко 170 врста. Јавља се на местима осиромашеним минералним материјама, па то надокнађује протеинском исхраном — дигестијом животиња. Хвата их помоћу листова на којима су жлезде које праве лепљиву течност на које се потом залепи инсект. Росуља није велика биљка. Прави розету од неколико листова.

## Станиште у Србији
У Србији живи округлолисна росуља (Drosera rotundifolia) на Власинском језеру, подножју водопада Копрен на Старој планини, Млачишту  и  Павличини  у Црној Трави.